# Pankaj Ghemawat

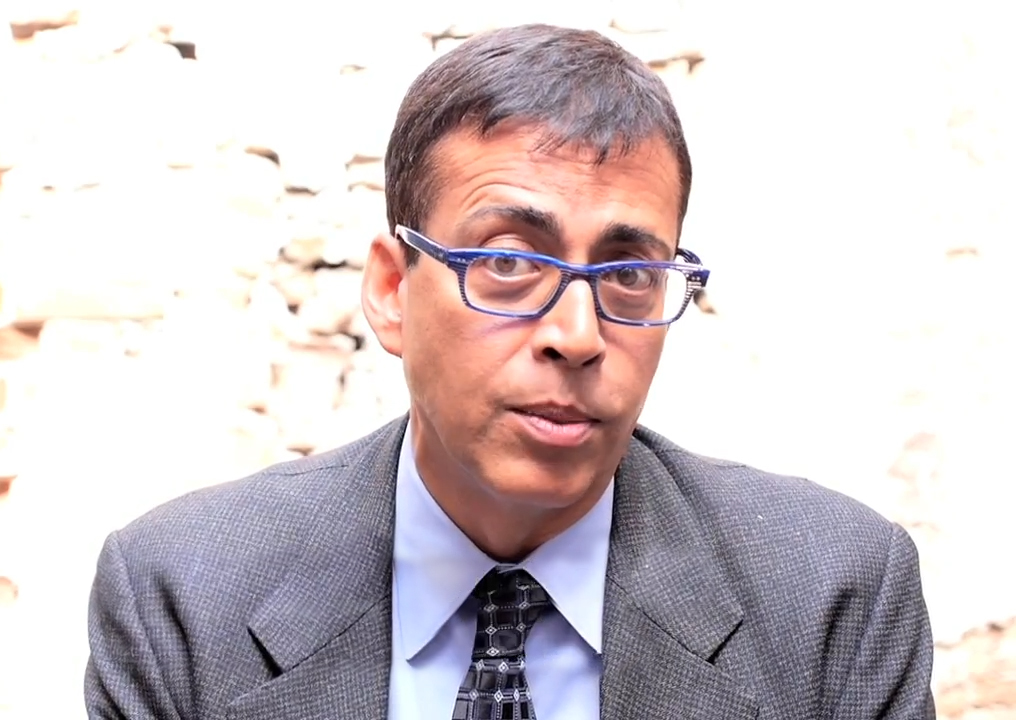
Pankaj Ghemawat (2014)

Pankaj Ghemawat (* 30. September 1959 in Jodhpur, Rajasthan, Indien) ist ein indisch-US-amerikanischer Wirtschaftswissenschaftler, Hochschullehrer, Global Strategist, Redner und Autor, der sich hauptsächlich mit Globalisierung beschäftigt. Er ist besonders bekannt für die Erstellung des DHL Global Connectedness Index und des CAGE Distance Framework.
Ghemawat ist Global Professor of Management and Strategy und Leiter des Center for the Globalization of Education and Management an der Stern School of Business der New York University sowie Anselmo Rubiralta Professor of Global Strategy an der IESE Business School. Davor war er der jüngste je ernannte Ordinarius an der Harvard Business School.

## Leben und Karriere

### Jugend und Studium
Ghemawat verbrachte einen Teil seiner Kindheit in Indien sowie im US-Bundesstaat Indiana, wo seine Familie lebte, als Pankajs Vater als Doktorand an der Purdue University studierte. Pankaj Ghemawat ist der ältere Bruder des Mathematikers Sanjay Ghemawat.
Ghemawat erwarb das Bakkalaureat für angewandte Mathematik und den betriebswirtschaftlichen Ph.D. an der Harvard University. Er begann sein Studium am Harvard College im Alter von 16 und wurde mit 19 an der Harvard Business School aufgenommen, wo er drei Jahre später den Ph.D. erwarb.
Nach einer zweijährigen Anstellung bei McKinsey & Company in London war Ghemawat 25 Jahre lang ordentlicher Professor an der Harvard Business School. Seit 2006 ist er Anselmo Rubiralta Professor of Global Strategy an der IESE Business School in Barcelona. 2013 wurde er als Distinguished Visiting Professor of Global Management an die Stern School of Business der New York University berufen.

### Karriere und Forschung
Ghemawat beschäftigt sich hauptsächlich mit der Globalisierung und ihren Auswirkungen auf die nationalen Wirtschaften. 2011 führte er den DHL Global Connectedness Index ein, der durch „harte Daten“ die globale Verbundenheit der Länder misst. Eine der Kernideen davon ist folgende:

“While globalization is expanding after a steep drop during the world financial crisis, it is less widespread and is growing more slowly than widely believed. Countries with greater global connectedness tend to grow faster than those with less connectedness.”

„Während sich die Globalisierung nach einem starken Einbruch während der Weltfinanzkrise ausdehnt, ist sie weniger verbreitet und wächst langsamer als allgemein angenommen. Die Länder mit größerer globaler Verbundenheit wachsen tendenziell schneller als die Länder mit geringerer Verbundenheit.“

Ghemawats Arbeit dient größtenteils als Kontrapunkt zur Meinung des Journalisten Thomas Friedman, der in seinem Buch The World Is Flat behauptete, dass die Globalisierung eine schnellwachsende, dominante Kraft in der Wirtschaft des 21. Jahrhunderts ist. Ghemawat veröffentlichte 2009 den Artikel Why the World Isn’t Flat in der US-amerikanischen Zeitschrift Foreign Policy und hielt 2012 die TED-Konferenz „Actually, the World Isn’t Flat“ (auf Deutsch übersetzt als „Die Welt ist doch nicht flach“). In beiden Werken zitierte er die zusammengestellten Bemessungen der Global Connectedness, um zu zeigen, dass die Globalisierung weniger verbreitet ist als allgemein angenommen. Dabei griff er den englischen Begriff „globaloney“ auf, der in den 1940er Jahren von Clare Boothe Luce erfunden worden war und sich auf falsche Vorstellungen über die Globalisierung bezieht.
Ab 2016 beschäftigte sich Ghemawat mit den Auswirkungen der isolationistischen und nationalistischen Bewegungen wie dem Brexit und Donald Trumps Politik auf den Handel, die Globalisierung und das Wirtschaftswachstum.

## Veröffentlichungen (Auswahl)

### Bücher
- The New Global Road Map: Enduring Strategies for Turbulent Times. Harvard Business Review, Boston 2018, ISBN 978-1-63369-404-0.
- The Laws of Globalization and Business Applications. Cambridge University Press, New York 2016.
- World 3.0: Global Prosperity and How to Achieve it. Harvard Business Press Books, Boston 2011.
- Strategy and the Business Landscape. 3. Auflage. Pearson Prentice Hall, 2009.
- Redefining Global Strategy. Harvard Business School Press, Boston 2007.
- Games Businesses Play. MIT Press, Cambridge 1998.
- Commitment. Free Press, 1991.

### Artikel
- Is America enriching the world at its own expense? That’s globaloney. In: The Washington Post. 3. Februar 2017 (washingtonpost.com).
- Even in a Digital World, Globalization Is Not Inevitable. In: Harvard Business Review. 1. Februar 2017 (hbr.org).
- If Trump Abandons the TPP, China Will Be the Biggest Winner. In: Harvard Business Review. 12. Dezember 2016 (hbr.org).
- Trump, Globalization, and Trade’s Uncertain Future. In: Harvard Business Review. 11. November 2016 (hbr.org).
- People Are Angry About Globalization. Here’s What to Do About It. In: Harvard Business Review. 6. November 2016 (hbr.org).
- mit Thomas Hout: Can China’s Companies Conquer the World? The Overlooked Importance of Corporate Power. In: Foreign Affairs. März 2016 (foreignaffairs.com).
- mit Herman Vantrappen: How Global Is Your C-Suite? In: MIT Sloan Management Review. 16. Juni 2015 (mit.edu).
- Why the World Isn’t Flat. In: Foreign Policy. 14. Oktober 2009 (foreignpolicy.com).
- Soapbox: The globalisation challenge. In: Financial Times. 7. September 2008 (ft.com).

## Auszeichnungen
- 2012: Herbert Simon Award
- 2008
  - Irwin Award for the Educator of the Year, verliehen durch die Business Policy and Strategy Division der Academy of Management
  - IESE-Fundación BBVA Economics for Management Prize
  - Gewählt als Fellow der Strategic Management Society
- 2006–2007
  - McKinsey Award für den besten veröffentlichten Artikel in Harvard Business Review
  - Gewählt als Fellow der Academy of International Business